# Schism (singolo)
Schism è un singolo del gruppo musicale statunitense Tool, pubblicato nel 2001 come primo estratto dal terzo album in studio Lateralus.

## Descrizione
Quinta traccia dell'album, il brano ha vinto un Grammy Award alla miglior interpretazione metal nel 2002.
Nel 2005 il singolo venne pubblicato in edizione DVD in contemporanea al successivo Parabola.

## Video musicale
Per il brano è stato realizzato un videoclip, diretto dal chitarrista Adam Jones e contenente parti di Mantra, brano anch'esso tratto da Lateralus.

## Tracce
CD promozionale (Europa, Stati Uniti)
1. Schism – 6:43

DVD (Australia, Europa, Stati Uniti)
1. Schism (Video) – 7:29
2. Schism (Video with Commentary) – 7:29
3. Schism (Lustmord Remix) – 20:15

## Formazione
Gruppo
- Maynard James Keenan – voce
- Adam Jones – chitarra
- Justin Chancellor – basso
- Danny Carey – batteria

Produzione
- Tool – produzione
- David Bottrill – produzione, ingegneria del suono, missaggio

## Classifiche
| Classifiche (2001)               | Posizione massima |
| -------------------------------- | ----------------- |
| Stati Uniti                      | 67                |
| Stati Uniti (alternative)        | 2                 |
| Stati Uniti (mainstream rock)    | 2                 |
| Stati Uniti (radio)              | 60                |
| Classifiche (2006)               | Posizione massima |
| Paesi Bassi                      | 56                |
| Classifica (2019)                | Posizione massima |
| Stati Uniti (digital)            | 10                |
| Stati Uniti (rock & alternative) | 5                 |
| Stati Uniti (rock digital)       | 3                 |